# Factor d'elongació
Els factors d'elongació, en anglès: Elongation factors són un conjunt de proteïnes que s'utilitzen en la síntesi proteica en el procés del cicle cel·lular i d'elongació en algunes cèl·lules. En el ribosoma, aquests factors d'elongació faciliten l'elongació translacional, des de la formació del primer enllaç peptídic a la formació del darrer.
L'elongació és l'estadi més ràpid de la translació:
- en els procariotes vaa una taxa de 15 ao 20 aminoàcids afegits per segon (uns 60 nucleòtids per segon)
- en els eucariotes lataxa és d'uns dos aminoàcids per segon.

Els factors d'elongació són un objectiu per a les toxines patògenes.
El Corynebacterium diphtheriae produeix la toxina de la diftèria que alera la funció proteica en l'hoste inactivant el fctor d'elongació (EF-2). Això causa faringitis i inflamació pseudomembranosa a la gola.
L'exotoxina A de la Pseudomonas aeruginosa també inhibeix l'EF-2.